# Halterofilismo nos Jogos Olímpicos de Verão de 2016 - Até 53 kg feminino
A competição da categoria até 53 kg feminino do halterofilismo nos Jogos Olímpicos de Verão de 2016 foi realizada no dia 7 de agosto no Pavilhão 2 da Riocentro.

## Calendário
Horário local (UTC-3)
| Dia         | Horário | Fase    |
| ----------- | ------- | ------- |
| 7 de agosto | 12:30   | Grupo B |
| 7 de agosto | 15:30   | Grupo A |

## Recordes
Antes desta competição, os recordes mundiais e olímpicos da prova eram os seguintes:
| Recorde mundial  | Arranque  | CHN Li Ping            | 103 kg | Cantão, China          | 14 de novembro de 2010 |
| Recorde mundial  | Arremesso | KAZ Zulfia Tchinchanlo | 134 kg | Almaty, Cazaquistão    | 10 de novembro de 2014 |
| Recorde mundial  | Total     | TPE Hsu Shu-ching      | 233 kg | Incheon, Coreia do Sul | 21 de setembro de 2014 |
| Recorde olímpico | Arranque  | CHN Yang Xia           | 100 kg | Sydney, Austrália      | 18 de setembro de 2000 |
| Recorde olímpico | Arremesso | KAZ Zulfia Tchinchanlo | 131 kg | Londres, Reino Unido   | 27 de julho de 2012    |
| Recorde olímpico | Total     | KAZ Zulfia Tchinchanlo | 226 kg | Londres, Reino Unido   | 27 de julho de 2012    |

Depois da competição, novos recordes foram estabelecidos:
| Arranque | 101 kg | CHN Li Yajun | Recorde olímpico |

## Medalhistas
| Ouro   | TPE Hsu Shu-ching |
| Prata  | PHI Hidilyn Diaz  |
| Bronze | KOR Yoon Jin-hee  |

## Resultados
Participaram do evento 13 halterofilistas.
| Pos.              | Halterofilista       | Grupo | Peso corporal | Arranque(kg) | Arranque(kg) | Arranque(kg) | Arranque(kg) | Arresesso (kg) | Arresesso (kg) | Arresesso (kg) | Arresesso (kg) | Total |
| Pos.              | Halterofilista       | Grupo | Peso corporal | 1            | 2            | 3            | Resultado    | 1              | 2              | 3              | Resultado      | Total |
| ----------------- | -------------------- | ----- | ------------- | ------------ | ------------ | ------------ | ------------ | -------------- | -------------- | -------------- | -------------- | ----- |
| Medalha de ouro   | TPE Hsu Shu-ching    | A     | 52.60         | 92           | 96           | 100          | 100          | 112            | 126            |                | 112            | 212   |
| Medalha de prata  | PHI Hidilyn Diaz     | A     | 52.61         | 88           | 88           | 91           | 88           | 111            | 112            | 117            | 112            | 200   |
| Medalha de bronze | KOR Yoon Jin-hee     | A     | 52.59         | 88           | 90           | 90           | 88           | 110            | 110            | 111            | 111            | 199   |
| 4                 | LAT Rebeka Koha      | A     | 52.11         | 87           | 87           | 90           | 90           | 103            | 107            | 110            | 107            | 197   |
| 5                 | BRA Rosane Santos    | A     | 52.57         | 85           | 90           | 90           | 90           | 103            | 107            | 108            | 103            | 193   |
| 6                 | JPN Kanae Yagi       | B     | 52.39         | 81           | 81           | 81           | 81           | 101            | 101            | 105            | 105            | 186   |
| 7                 | INA Dewi Safitri     | A     | 52.78         | 80           | 80           | 80           | 80           | 105            | 105            | 108            | 105            | 185   |
| 8                 | ALB Evagjelia Veli   | B     | 51.58         | 68           | 72           | 75           | 75           | 88             | 90             | 96             | 90             | 165   |
| 9                 | PUR Lely Burgos      | B     | 49.53         | 67           | 70           | 72           | 72           | 85             | 88             | 90             | 90             | 162   |
| 10                | NCA Scarleth Mercado | B     | 52.85         | 62           | 66           | 68           | 66           | 83             | 86             | 89             | 89             | 155   |
| 11                | PER Fiorella Cueva   | B     | 48.32         | 62           | 65           | 67           | 65           | 85             | 88             | 90             | 88             | 153   |
| 12                | URU Sofía Rito       | B     | 51.74         | 64           | 64           | 67           | 64           | 82             | 82             | 88             | 82             | 146   |
| –                 | CHN Li Yajun         | A     | 52.50         | 98           | 101          | 104          | 101          | 123            | 126            | 126            | DNNF           | DNF   |

Legenda
| Recorde mundial      | Recorde mundial (World record)               |                       | Recorde africano                      | Recorde africano (African) |                                           | Q | Classificado por posição (Qualified) |
| Recorde olímpico     | Recorde olímpico (Olympic record)            | Recorde da América    | Recorde da América (Americas)         | q                          | Classificado por melhor tempo (Qualified) |   |                                      |
| Melhor marca do ano  | Melhor marca do ano (World leading)          | Recorde asiático      | Recorde asiático (Asian)              | DNS                        | Não largou (Did not start)                |   |                                      |
| Recorde nacional     | Recorde nacional (National record)           | Recorde europeu       | Recorde europeu (European)            | DNF                        | Não terminou (Did not finish)             |   |                                      |
| Recorde pessoal      | Recorde pessoal do atleta (Personal best)    | Recorde da Oceania    | Recorde da Oceania (Oceania)          | DSQ / DQ                   | Desclassificado (Disqualified)            |   |                                      |
| Recorde da temporada | Recorde da temporada do atleta (Season best) | Recorde sul-americano | Recorde sul-americano (South America) | NM                         | Sem marca (No mark)                       |   |                                      |